# Signy-Montlibert
Signy-Montlibert ist eine französische Gemeinde mit 93 Einwohnern (Stand: 1. Januar 2022) im Département Ardennes in der Région Grand Est. Die Gemeinde gehört zum Arrondissement Sedan und zum Kanton Carignan. 

## Geografie
Signy-Montlibert liegt etwa 36 Kilometer ostsüdöstlich vom Stadtzentrum Sedans in den Argonnen nahe der Grenze zu Belgien. Umgeben wird Signy-Montlibert von den Nachbargemeinden Sapogne-sur-Marche im Norden, Herbeuval im Nordosten, Thonne-le-Thil im Osten, Bièvres im Süden und Südwesten sowie Margut im Westen.

## Bevölkerungsentwicklung
| 1962                      | 1968 | 1975 | 1982 | 1990 | 1999 | 2006 | 2011 | 2016 |
| ------------------------- | ---- | ---- | ---- | ---- | ---- | ---- | ---- | ---- |
| 155                       | 142  | 115  | 112  | 97   | 87   | 81   | 79   | 90   |
| Quelle: Cassini und INSEE |      |      |      |      |      |      |      |      |

## Sehenswürdigkeiten

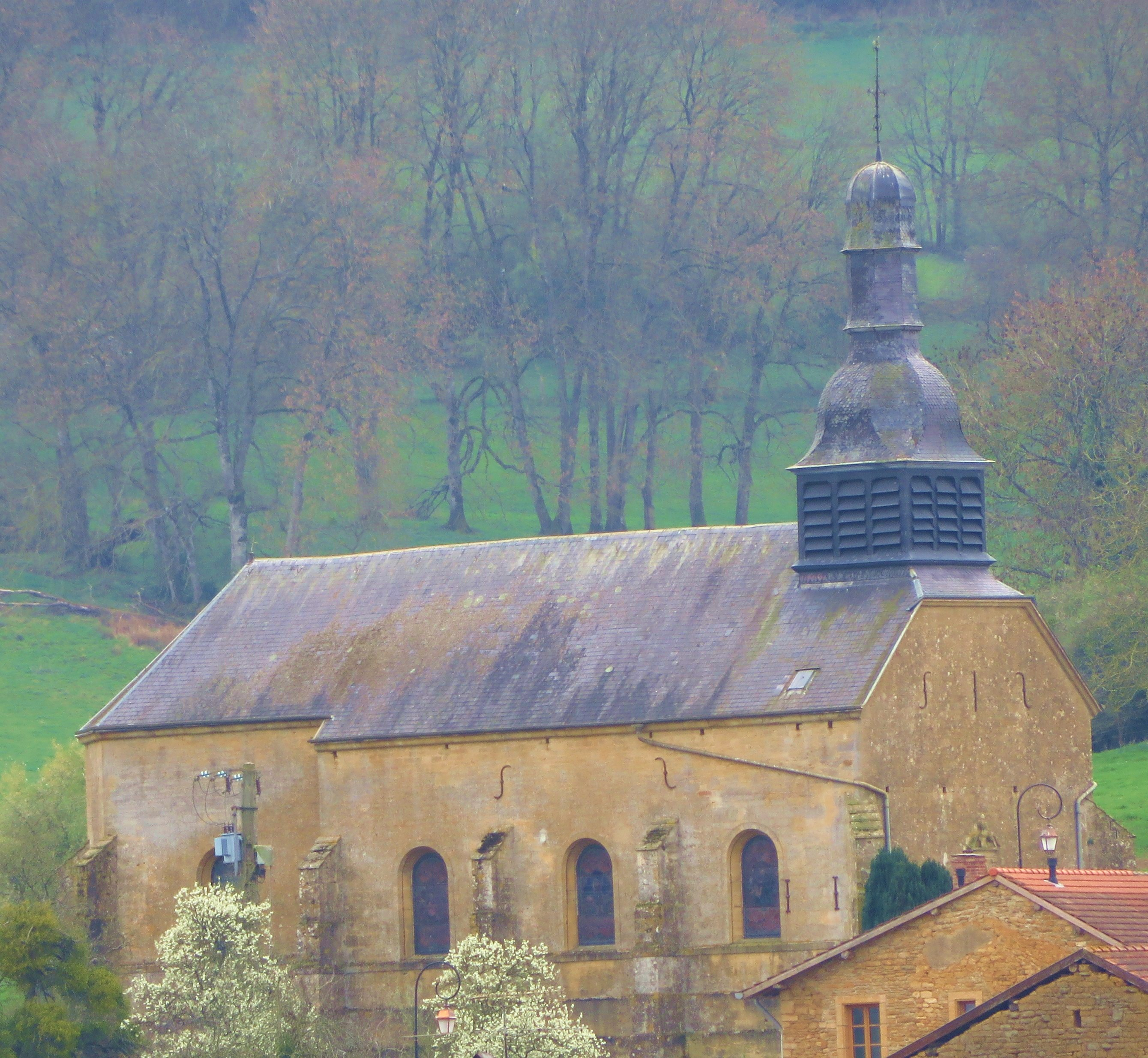
Kirche Saint-Pierre

- Kirche Saint-Pierre in Signy
- Befestigungsanlagen